# Volkswagen Taos
Volkswagen Taos — компактный кроссовер немецкого автоконцерна Volkswagen, находящийся в производстве с октября 2018 года. Выпускается в Мексике, Аргентине, России и Китае.
В Китае автомобиль называется Volkswagen Tharu в честь народности Тхару.

## Описание
Автомобиль Volkswagen Taos основан на платформе Volkswagen Group MQB A1. Концепт-кар автомобиля получил название Project Tarek. Всего выпущено 400000 экземпляров.

## Производство вСеверной Америке
В Северной Америке автомобиль Volkswagen Taos производится с 13 октября 2020 года. Модификации — S, SE и SEL.
В Мексике автомобиль оснащается двигателем внутреннего сгорания Volkswagen EA211 TSI и 6-ступенчатой автоматической трансмиссией. Модификации — Trendline, Comfortline и Highline.

## Производство вЮжной Америке
Как и в Северной Америке, автомобиль Volkswagen Taos производится с 13 октября 2020 года на заводе General Pacheco в Аргентине.

## Производство вРоссии
В России автомобиль Volkswagen Taos производился с 4 марта 2021 года до февраля 2022 на Горьковском автозаводе, параллельно с Škoda Karoq. Продажи начались летом того же года.
Комплектации — Respect, Status и Exclusive. Существует также спецсерия «Joy!», окрашивающаяся в цвета Energetic Orange и Cappuccino Beige.

## Производство вКитае
В Китае автомобиль производится с марта 2018 года под названием Volkswagen Tharu. Серийное производство стартовало в октябре того же года. Аудиосистема в салоне взята от производителя Beats Electronics. С ноября 2020 года также производится электромобиль e-Tharu.

## Продажи
| Год  | Китай  | США   | Мексика | Бразилия |
| ---- | ------ | ----- | ------- | -------- |
| 2018 | 24873  |       |         |          |
| 2019 | 138235 |       |         |          |
| 2020 | 146926 |       |         |          |
| 2021 | 125717 | 31682 | 9567    | 7732     |

## Галерея

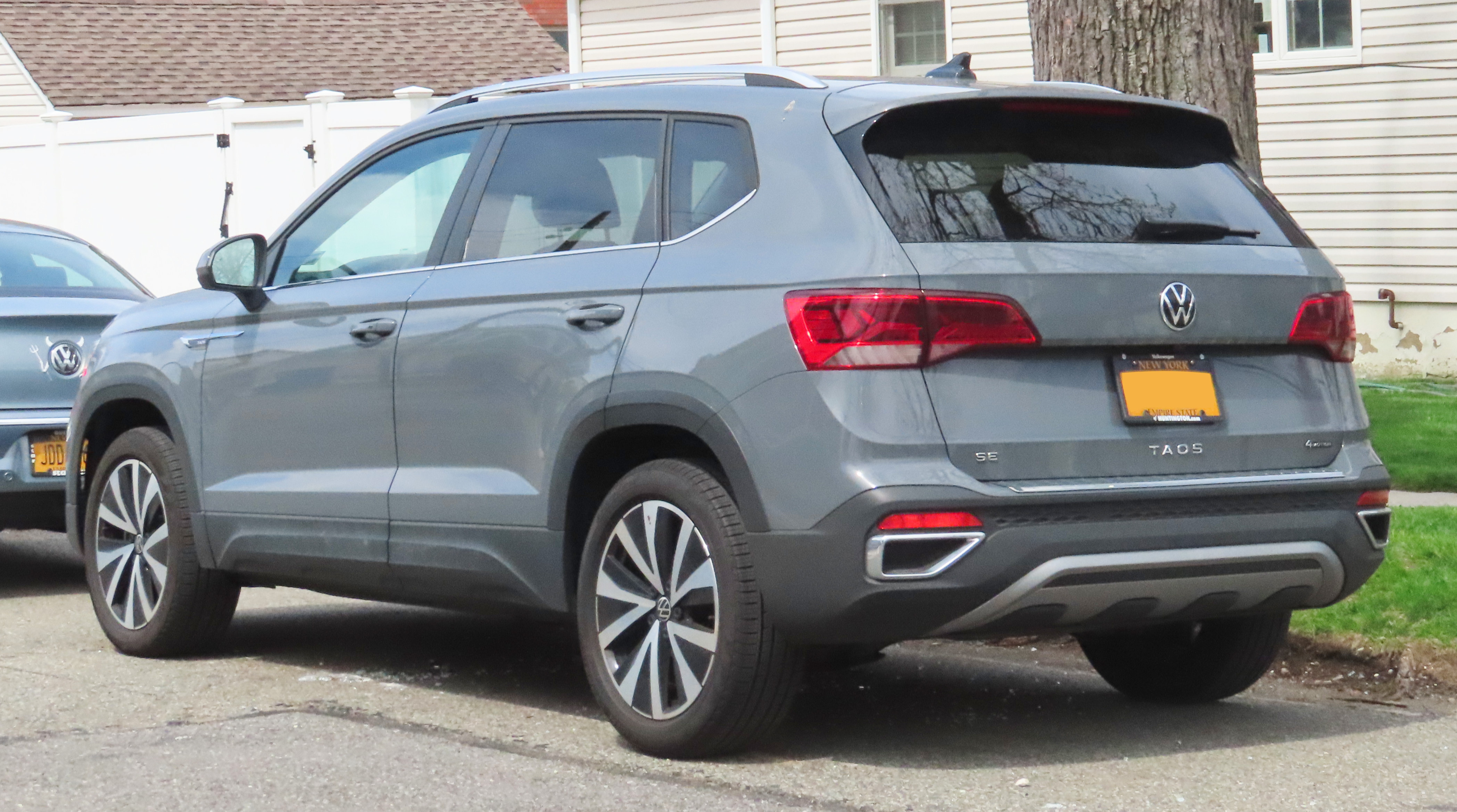
Volkswagen Taos SE
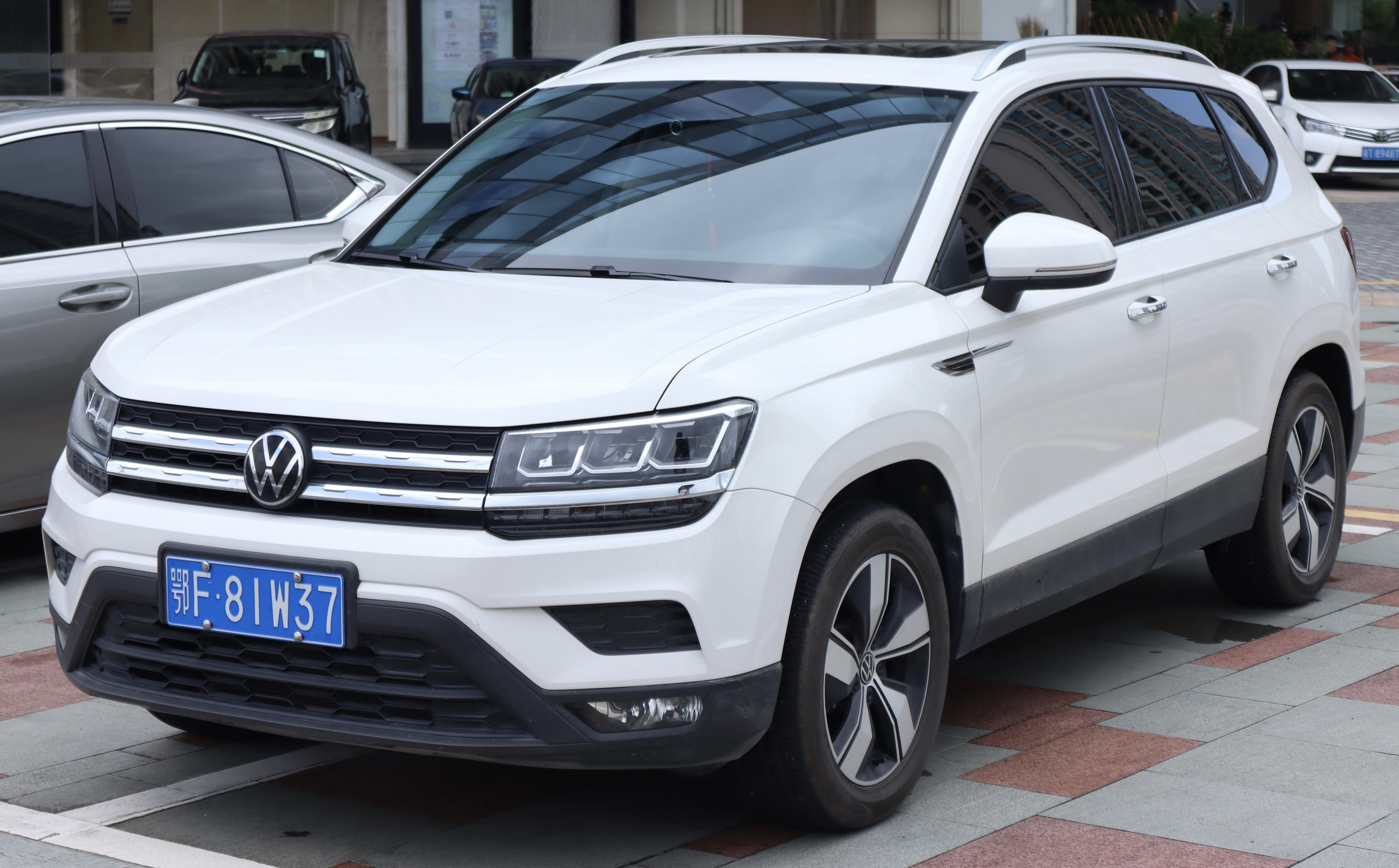
Volkswagen Tharu
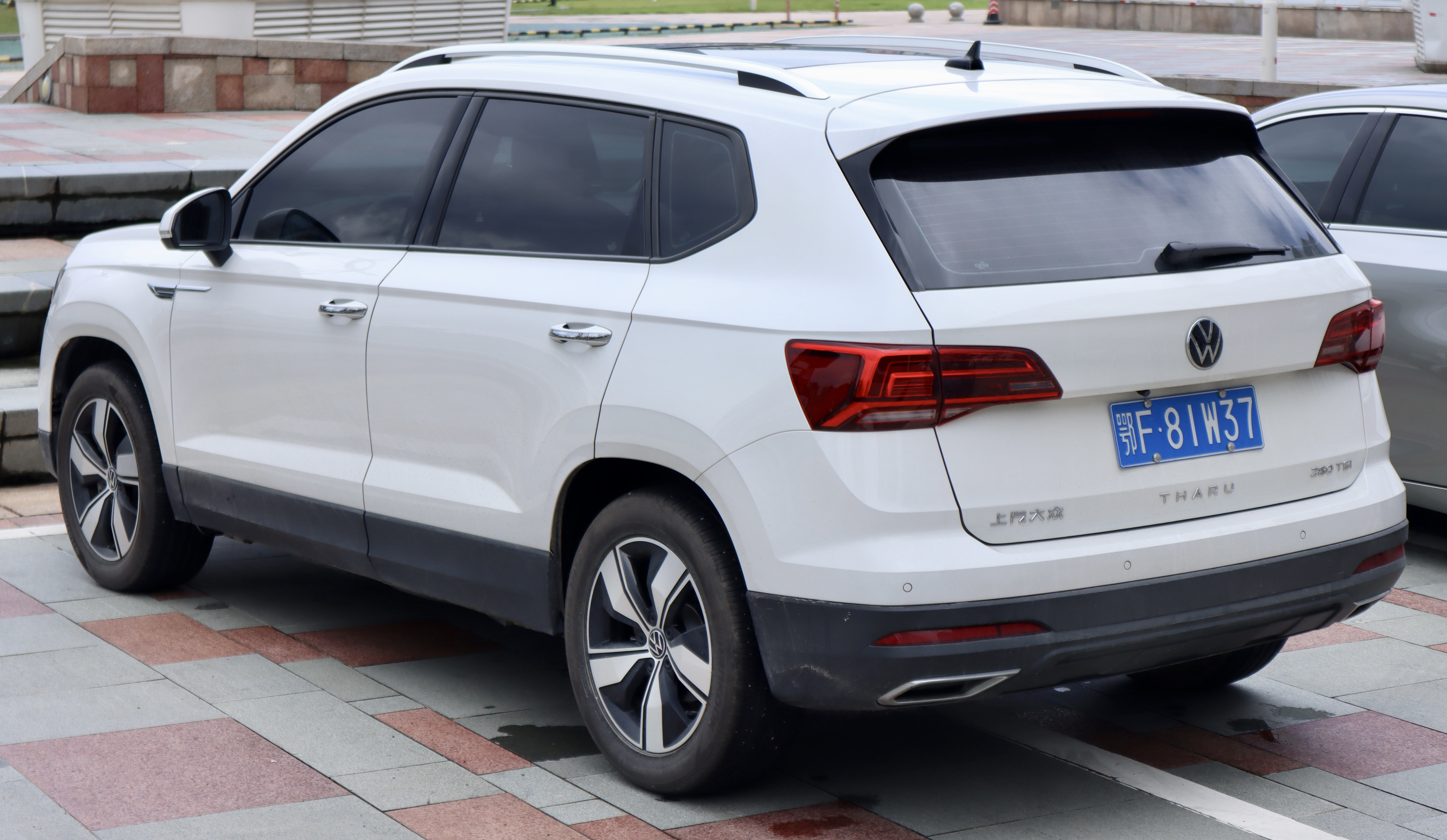
Volkswagen Tharu